# 塔拉坎诺娃女公爵
塔拉坎诺娃女公爵（又译塔拉冈诺娃女公爵、塔拉卡诺娃公主，羅馬化：knyazhna Tarakanova，自称弗拉基米尔的伊丽莎白公主、弗拉基米尔公主，法語：。1745至1753年之间—1775年12月15日）真名不详，因冒充伊丽莎白·彼得罗夫娜女皇和阿列克谢·拉祖莫夫斯基的女儿而为人所知。1774年，她宣布了自己对俄国王位的主张，并获得了巴尔联盟和俄国部分敌对国家的支持。由于她的存在已经威胁到了俄罗斯的安全，1775年2月，阿列克谢·奥尔洛夫奉叶卡捷琳娜二世的命令在里窝那将其绑架并带到圣彼得堡。在调查期间，这名“女公爵”既没有认罪，也没有透露自己的身世，同年12月因肺结核死于彼得保罗要塞的监狱中。这并非她第一次冒充王室成员，她在不同时期、不同地点、出于不同目的分别使用过不同的假身份，后世历史学家通常将其视作凭借所谓的王室身份招摇撞骗的冒险者。

## 身世

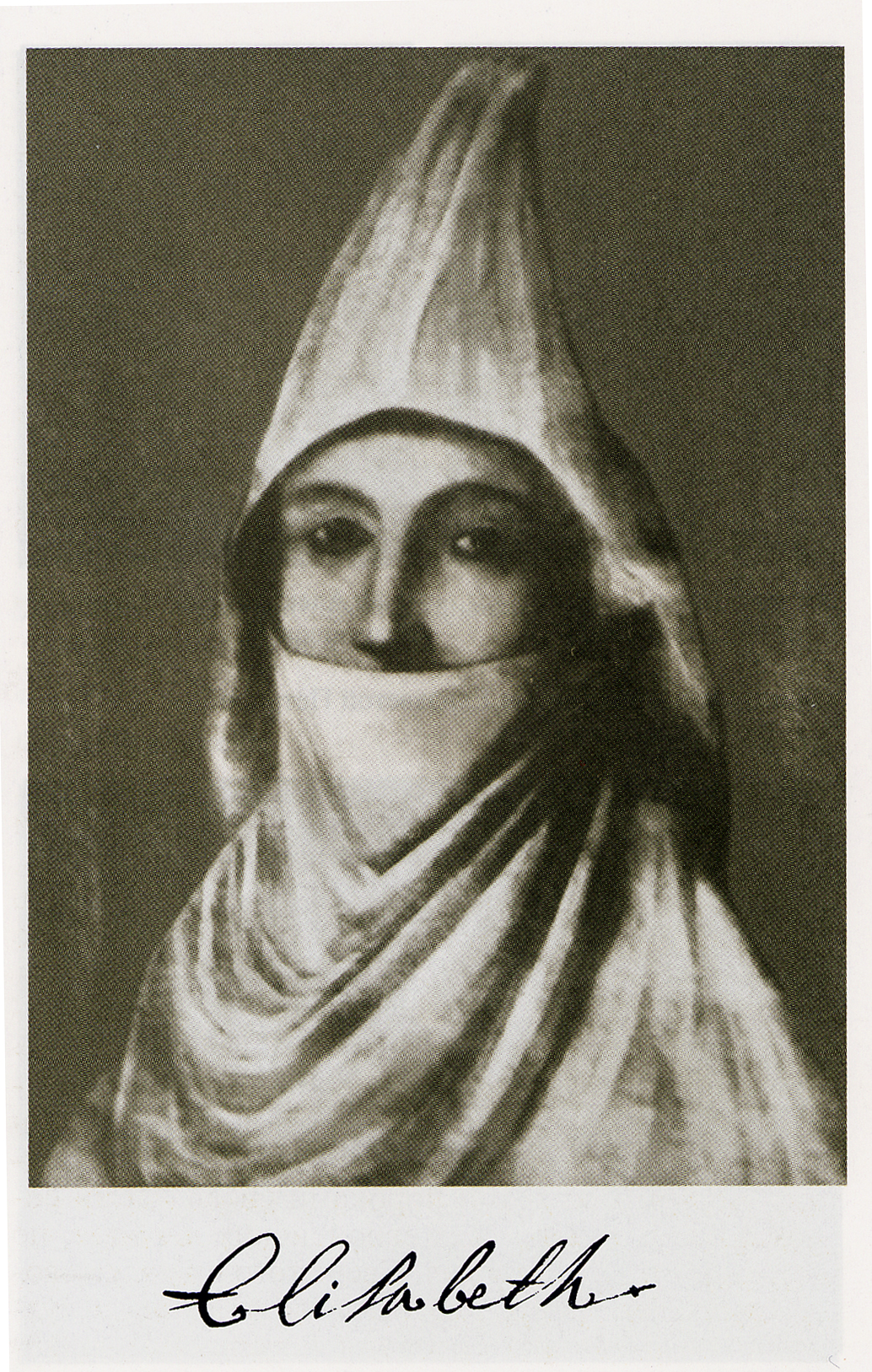
格里戈利·谢尔久科夫《无名女士像》，收藏者巴维尔·费多罗维奇·西姆松认为画上画的正是塔拉坎诺娃女公爵。

“塔拉坎诺娃女公爵”的出身至今仍不得而知，就连她自己可能也不知道。她的出生日期可能在1745年至1753年之间，关于她的出生地和父母的信息也是缺失的。她本人从来没有使用过“塔拉坎诺娃女公爵”这个名字，她生前也从来没有人这样称呼她。这个外号最先出现在曾在俄罗斯工作的法国外交官让-亨利·卡斯特拉1797年创作的《俄罗斯女皇叶卡捷琳娜二世的一生》（法語：Vie de Catherine II, impératrice de Russie）一书中。俄语中一词的意思为蟑螂。
从现有的描述（包括奥尔洛夫的描述）来看，这名“女公爵”身材苗条而匀称，黑发，深褐色眼睛，浅褐色眉毛，略微有一点斜视，但不影响她的美貌。她的外表酷似意大利人，聪明伶俐，身边永远围绕着一批追求者。精通法语和德语，会说一部分意大利语、英语和波兰语，也有人认为她并不懂斯拉夫语。当时见过她的一些欧洲外交官认为她可能出身于法国或者德意志的平民阶层。但与之矛盾的一点是，“女公爵”长期以来都自称是波斯公主，而不是俄国王位继承人。很显然，她会根据自己的下一个“身份”来不断地改变关于自己出身的故事，但实际上就连她自己或许也并不知道自己的身世。另外一个矛盾之处在于，她精通多国语言，喜爱建筑和美术，会画画，会弹奏竖琴，行为举止也不像一个平民女子。

## 早期经历

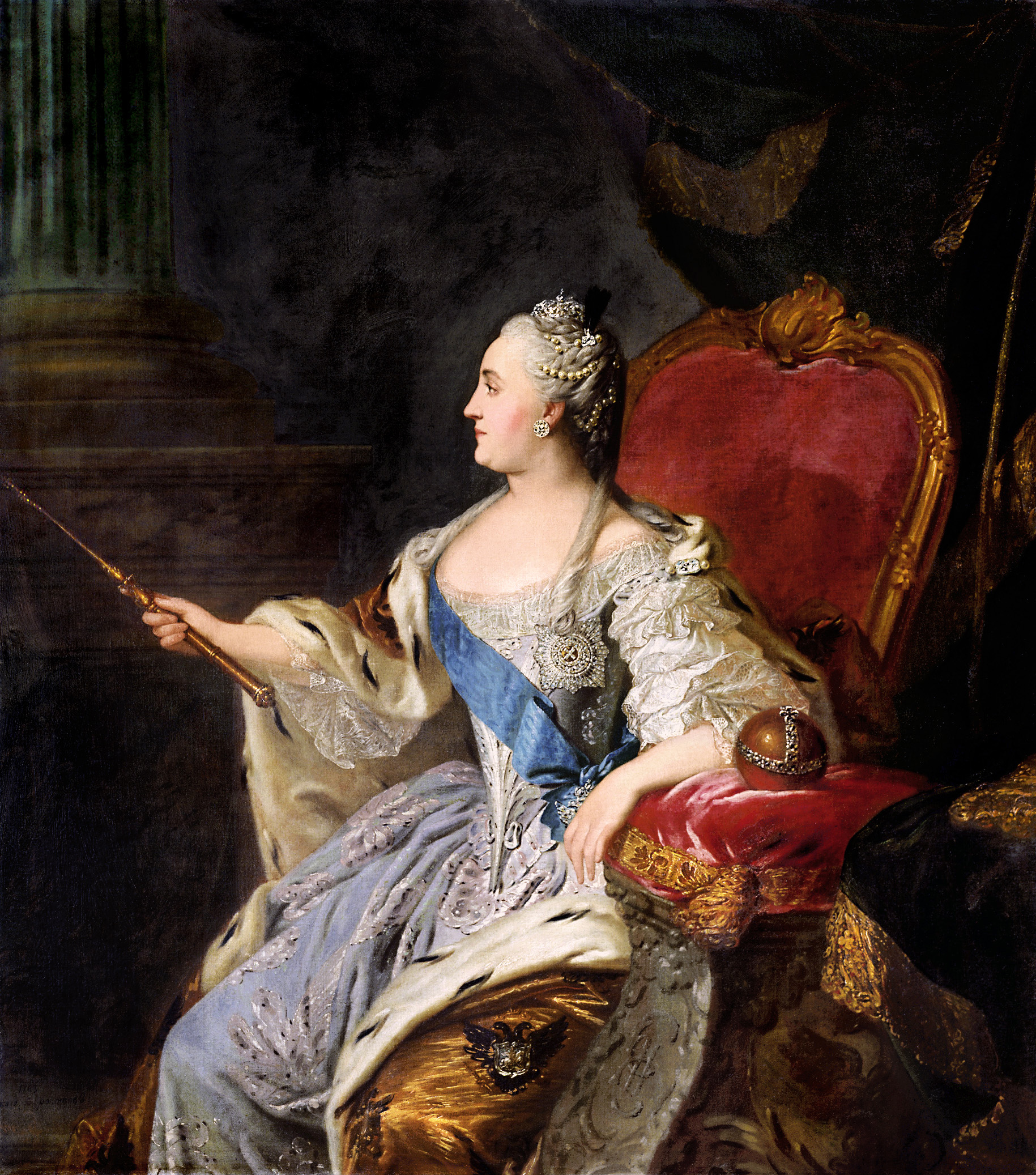
叶卡捷琳娜二世·阿列克谢耶夫娜

塔拉坎诺娃女公爵第一次出现是大约是在1770年，她从德意志基尔搬到了柏林，并以“弗兰克小姐”的名义住了一段时间，随后又搬到了根特，在那里她已经被称为“谢尔小姐”。她认识了荷兰商人范托尔斯的儿子。1771年，在债主的逼迫下，她与情人一起从那里移居到伦敦，而她的情人为了她抛弃了自己的合法妻子。在伦敦，她自称为“特雷穆耶夫人”，范图尔帮助她从当地商人那里获得了贷款。1772年，她遭到债主讨债，已经改名为“恩伯斯男爵”的范图尔逃到了巴黎，三个月后“女公爵”带着新的追求者申克男爵与他会合，并开始自称为“弗拉基米尔公主”。她自称是在波斯的亲属那里接受的教育，成年后来到欧洲继承位于俄罗斯的财产。她在巴黎收获了一批新的追求者，包括波兰-立陶宛盖特曼米哈伊尔·奥津斯基，并从后者那里为范图尔求得一个立陶宛军队上尉的头衔，条件是她为奥津斯基从波斯的亲属那里搞到一笔钱。除此以外，她还答应嫁给法国的罗什福尔伯爵。1773年，她再次遇到债务纠纷，被迫逃到了法兰克福。
“女公爵”在法兰克福的生活非常糟糕，被旅馆赶出门去，还被威胁关进监狱，但是这次她得到了前来与勃兰登堡选帝侯腓特烈二世打官司的林堡伯爵菲利普·费迪南的帮助。这位42岁的伯爵爱上了“女公爵”，帮忙解决了她的债务问题，并邀请她搬到自己位于弗兰肯的城堡。她开始自称为阿里-埃米特苏丹或亚速公主阿丽娜（埃莉诺），开设了自己的宫廷，甚至设立了“亚速十字勋章”，得到了特里尔大主教克雷门斯·温塞斯拉斯的倾慕。
“女公爵”摆脱了以前的追求者，开始认真考虑嫁给林堡伯爵。林堡伯爵用自己的最后一笔钱买下了奥伯施泰因，“女公爵”成为那里非正式的女主人。为了把伯爵追到手，她威胁可能会回到波斯，随后又宣布自己怀孕。1773年7月，伯爵终于向她提出了求婚。特里尔选侯国国务大臣冯·格尔施泰因曾提醒伯爵，应该让“女公爵”提供身份证明，并接受天主教信仰。林堡伯爵由于女友的铺张浪费而陷入财务困境，而在冯·戈恩施泰因的努力下，“弗拉基米尔公主”的故事开始传到他的耳朵里，伯爵开始对未婚妻展开调查。“女公爵”曾在写给冯·戈恩施泰因的信中称自己的父亲在她四岁时（1749年）被扣押，二十年后被释放，她被波斯的一位长辈收养。她还曾经称俄国国务大臣亚历山大·戈利岑公爵为“监护人”，而这并不属实。失去耐心的林堡伯爵决定与未婚妻分手。作为回应，“女公爵”宣布打算前往圣彼得堡。

## “俄罗斯女皇的女儿”
1773年秋天，波兰-立陶宛维尔纽斯省总督卡罗尔·斯坦尼斯瓦夫·拉兹维夫来到奥伯施泰因。早在1772年，他就曾试图代表巴尔联盟向法国和奥斯曼帝国求助，共同抵抗俄国。1773年12月，很多地方出现了一个传言：伊丽莎白·彼得罗夫娜女皇和阿列克谢·拉祖莫夫斯基有一个私生女，名叫伊丽莎白女公爵。普加乔夫起义的消息传到西欧以后，“女公爵”萌生了冒充俄罗斯女皇之女的想法，因为普加乔夫正是打着被叶卡捷琳娜二世杀害的彼得三世的旗号发动的起义，并招揽了一批相信彼得三世未死的支持者。俄罗斯历史学家厄内斯特·鲁宁斯基指出，“女公爵”很可能早就使用过这种伎俩：1770年，一个不知名的年轻女子自称是神圣罗马帝国皇帝弗朗茨一世的女儿，靠向商人借贷在波尔多过着奢侈的生活。法国当局应弗朗茨一世的妻子，奥地利的玛丽亚·特蕾西亚女大公的要求将其逮捕并送到布鲁塞尔。这名女子设法取得了奥属尼德兰总督约翰·冯·柯本茨尔的信任并重获自由，此后便不知所踪，她可能就是后来的塔拉坎诺娃女公爵。“女公爵”通过林堡伯爵认识了拉兹维夫，提出了冒充俄国女皇之女的想法，并得到了后者的支持。鲁宁斯基认为，这并不是“女公爵”身边任何人出谋划策的结果，而是她一个人的主意。

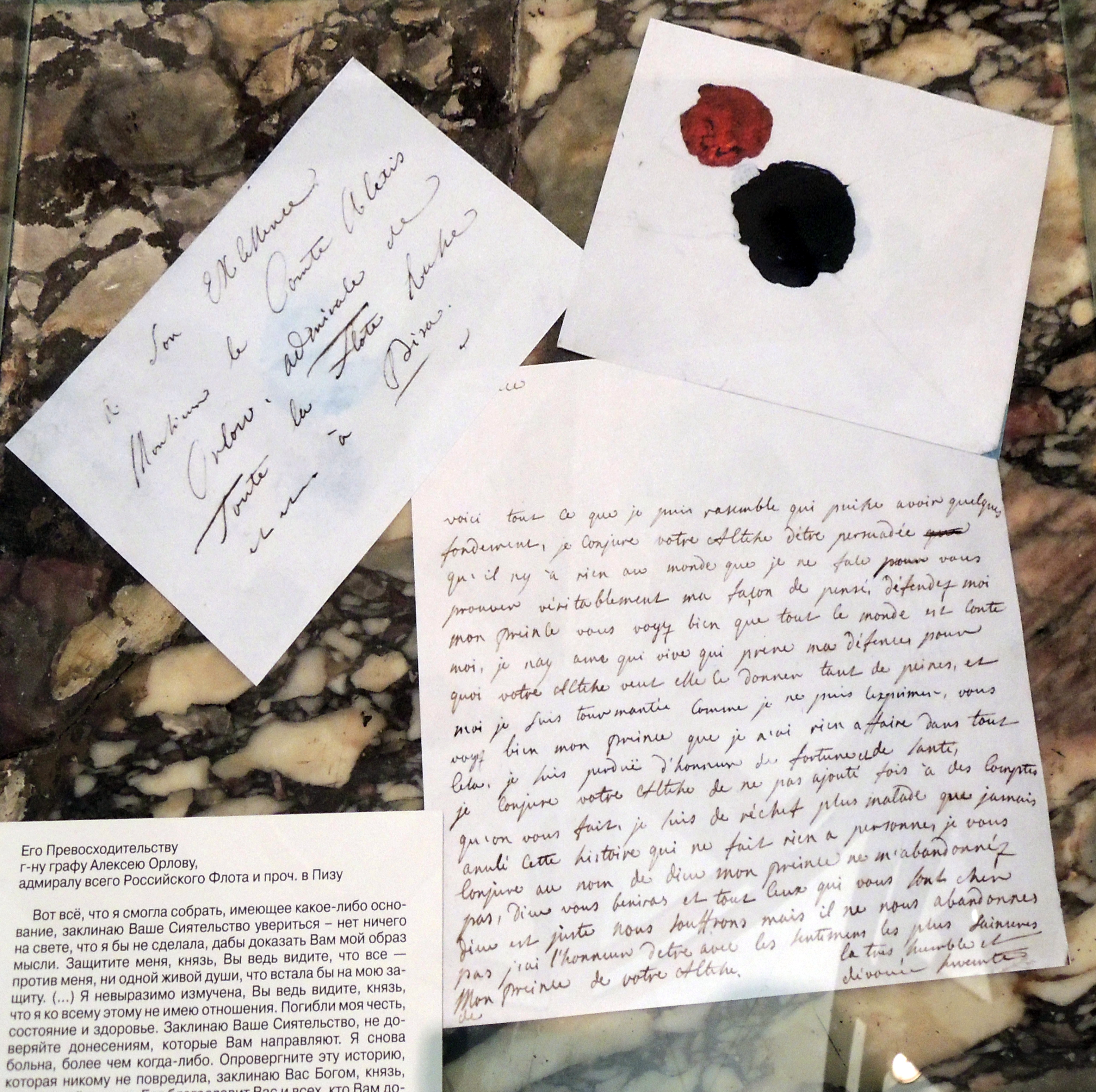
塔拉坎诺娃女公爵写给奥尔洛夫的信 (Note: 原文为法语，大意为：
致俄罗斯驻比萨舰队海军上将阿列克谢·奥尔洛夫伯爵阁下：
这是我能收集到的所有有根据的东西，我恳求大人相信——世上没有什么是我不能做的，只要能向您证明我的想法。请保护我，大人，您看到了，所有人都在和我作对，没有一个人保护我……我的痛苦已经难易用言语表达，您看见了，大人，我和这一切都没有关系。我的肉体和精神都已消亡。恳求大人不要把事情呈报上去。我又病了，病得比以前更重。请推翻这个案子，它对任何人都没有坏处，我以上帝的名义恳求您，大人，不要丢下我，上帝保佑您和所有您珍视的人。上帝是公平的，我们虽然在经历苦难，但他不会抛下我们，……我很荣幸能拥有最真挚的感情，大人。
伯爵阁下最顺从、忠诚的仆人)

1774年5月，“女公爵”离开奥伯施泰因，来到威尼斯。在那里她再一次遭遇财政危机，这一次她试图向奥津斯基求助，但遭到拒绝。同年6月，“女公爵”来到拉古萨（今克罗地亚杜布罗夫尼克），并开始散布有关自己身世的新版本：她是伊丽莎白·彼得罗夫娜女皇和哥萨克情人的女儿，二人属于贵贱通婚。十岁那年，母亲去世，彼得·费多罗维奇大公（即彼得三世）作为“女公爵”的摄政王执政，但随即被叶卡捷琳娜二世推翻，后者将“女公爵”流放到了西伯利亚。“女公爵”在一位神父的帮助下逃离了流放地，来到了顿河流域，并在支持父亲的顿河哥萨克的帮助下逃到了波斯。她被（事实上并不存在的）波斯国王贾马斯收留，并获得了良好的教育。临别时波斯国王给了她一笔路费，她拿着这笔钱辗转来到了意大利。当时俄罗斯帝国正在和奥斯曼帝国进行战争，“女公爵”得到了瑞典国王古斯塔夫三世的支持。拉古萨参议院将此事告知了时任俄国外交大臣尼基塔·帕宁伯爵，但后者可能是得到了女皇的旨意，不想太过关注一个来路不明的冒险者，认为不必将此事通过官方途径处理。

## 绑架

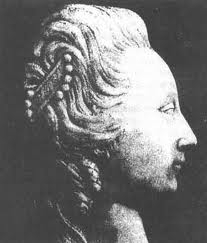
“弗拉基米尔公主”大理石浮雕像，尼古拉·米哈伊洛维奇（尼古拉一世之孙，米哈伊尔·尼古拉耶维奇之子）收藏。最初的收藏者为阿列克谢·奥尔洛夫的侄女，她从伯父那里得到了“女公爵”的画像，这也是唯一一件确信为“女公爵”形象的艺术品。

1771年，曾在俄土战争中大胜土耳其军队的阿列克谢·奥尔洛夫率部到达位于里窝那的俄罗斯海军补给站进行休整。1772年，阿列克谢的哥哥，也是女皇的面首格里戈里失宠，他的地位被波将金取代，奥尔洛夫家族在政坛的影响力大大减弱，他们的政敌则开始蠢蠢欲动。一些阴谋者多次前往里窝那，劝说阿列克谢·奥尔洛夫反对女皇。同时，在“女公爵”出现之前不久，来自帕罗斯岛的一位不具名的女士给奥尔洛夫写信，试图说服他叛国。1774年8月，奥尔洛夫收到来自“女公爵”的包裹，其中包含一份写给俄罗斯水兵们的“宣言”。“女公爵”在信中自称伊丽莎白·彼得罗夫娜的女儿，提到了虚构的女皇遗嘱和波斯国王。她的行动将得到土耳其苏丹和欧洲国家的支持。出于谨慎，“女公爵”称自己在土耳其受到可靠的保护。同年9月，奥尔洛夫将此事报告给了叶卡捷琳娜二世，因为他意识到此人和普加乔夫一样，可能得到了法国的支持。他计划将“女公爵”诱骗至船上并送往俄罗斯。帕宁也收到了一封类似的“宣言”，但他只是把“女公爵”当做一个“流浪者”，对她的信件置之不理。11月12日，女皇直接下令奥尔洛夫逮捕“女公爵”。奥尔洛夫认为，给他寄信的帕罗斯岛女子就是“女公爵”，派自己的心腹伊万·沃伊诺维奇伯爵（塞尔维亚人）前往帕罗斯岛调查，调查的结果是，寄匿名信的女子不过是一个土耳其商人的妻子，性格傲慢，爱跟人吵架，但不排除背后有奥斯曼宫廷的影子，他们试图用这种方法来策反奥尔洛夫或者损害他的名誉。奥尔洛夫又派更加机警和圆滑的另一位心腹奥西普·德里巴斯（原名何塞·德·里巴斯，出生于那不勒斯王国的西班牙人，日后成为敖德萨的建立者和第一任市长）在意大利搜寻“女公爵”的下落。12月，叶卡捷琳娜二世回信奥尔洛夫，要求他尽可能把“女公爵”骗到一个方便抓捕并可以直接送上船的地方，把人犯在严加看守的前提下押往俄罗斯。
1775年，“女公爵”前往那不勒斯，随后去往罗马，自称“皮涅堡伯爵夫人”。她住在战神广场，深居简出，但“俄罗斯公主”的传言还是不胫而走。彼时教宗克莱芒十四世过世不久，她见到了当时的枢机亚历山德罗·阿尔巴尼的秘书。这段时间内，她的健康状况大不如前。奥尔洛夫立刻派手下前往罗马，要求以各种手段将“女公爵”带到里窝那，并在得到女皇许可的情况下开始与“女公爵”建立联系。
2月11日，自称“泽林伯爵夫人”的“女公爵”来到当时属于奥地利的比萨，见到了奥尔洛夫。奥尔洛夫表现得完全是一个手握大权的高官，“女公爵”一开始对他并不是十分信任，只是简单讲述了自己的故事，还说自己在德意志认识了很多达官贵人，以“弗拉基米尔的伊丽莎白公主”名义生活。奥尔洛夫将所有这些情况报告给了女皇。“女公爵”在奥尔洛夫的陪同下参观了舰队，游览比萨的名胜古迹，很快就有传言称二人已经坠入爱河。
奥尔洛夫的同谋，英国领事迪克给他写了一封信，称英国人和俄国人在似乎里窝那发生了冲突，需要奥尔洛夫去那里一趟。奥尔洛夫立即准备前往里窝那，并邀请“女公爵”陪伴他，以便亲自见识俄罗斯舰队。2月22日，“女公爵”在一众侍从和军官的陪伴下来到了里窝那。
2月24日，奥尔洛夫和“女公爵”抵达里窝那，下榻在英国领事的家中。次日，迪克夫妇举办晚宴，苏格兰裔俄国海军上将塞缪尔·格雷格与夫人莎拉（詹姆斯·庫克的堂妹）出席。午餐期间，“女公爵”提出参观军舰，她的愿望立即得到“尊重”。在奥尔洛夫的陪同下，“女公爵”和她的随从登上了俄军的旗舰“圣殉道者伊西多尔号”。“女公爵”受到身着盛装的官兵们的欢迎。格雷格将军在自己的座舱内为“女公爵”准备了丰盛的午餐，众人为“伊丽莎白公主”干杯。俄军舰队在甲板上举办军事表演，“女公爵”来到甲板观看，却没有意识到奥尔洛夫和格雷格已经不知去向，她被随后到来的俄罗斯军官宣布逮捕，和一名女仆一起被关押在船舱里，其他的随行人员则被带到其他船上。她还被告知，奥尔洛夫也被逮捕。
被扣押的“女公爵”给奥尔洛夫写了一封信，表达了自己忠贞不渝的爱情，希望对方能救出她。为了避免犯人自杀，也为了争取时间把她的侍从们转移到不同的船上，身在里窝那的奥尔洛夫决定把这出戏演到底。他用德语写了一封回信，表示自己“身陷囹圄”，但会想方设法逃跑，并救她逃出生天。为了避免被政敌抓住把柄，奥尔洛夫特地给女皇写了一封信，表明自己对女皇陛下的绝对忠诚。迪克回忆道，奥尔洛夫在逮捕”女公爵”后的第二天回到里窝那，状态非常不好，一夜未眠，还向迪克讨要一些外国书籍给“女公爵”。
“公主”的被捕在里窝那、比萨和佛罗伦萨引起了大众的愤怒。据称，托斯卡纳公爵利奥波德一世对这种违反国际法的行为表示愤慨，但没有得到俄方的回应，而他的哥哥，神圣罗马帝国皇帝约瑟夫二世命令港口扣留俄罗斯海军的船只。在俄军停留在码头的两天中，关押“女公爵”的船始终被当地居民的船只包围着，俄军甲板上站着一圈荷枪实弹的士兵，使他们保持了合理的距离。

## 拘押、审讯和死亡

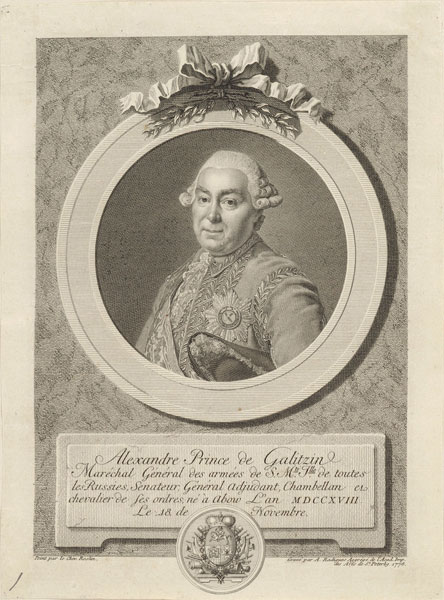
亚历山大·戈利岑

2月26日，俄军起锚出航。奥尔洛夫为“女公爵”安排了一名私人医生和女仆，自己则取道陆路回国。格雷格回忆，“女公爵”一直到普利茅斯港都还比较淡定，期待着奥尔洛夫的帮助，但后者多日以来音信全无，使她失去耐心，一度昏厥，还曾经试图在甲板放风时跳到旁边的渔船上逃跑。4月18日，俄舰队在波罗的海厄勒海峡因浮冰拦路而被迫暂时停留。5月11日，抵达位于圣彼得堡近郊的喀琅施塔得军港。抵达圣彼得堡以后，格雷格立刻根据奥尔洛夫的命令向女皇送信。5月16日，叶卡捷琳娜二世签署命令，将犯人交给圣彼得堡总督戈利岑亲王元帅处置。5月24日晚，戈利岑派普列奥博拉任斯基团团长亚历山大·托尔斯泰执行任务，并要求后者严格保密。托尔斯泰与一名可靠的船员一起停泊在关押“女公爵”的战舰旁，并于5月25日凌晨将“女公爵”和随行人员分别送往彼得保罗要塞，分别关押。几天后，患病的“女公爵”被转移到指挥所的地下室。
彼时身在莫斯科的叶卡捷琳娜一直关注审讯的动向。1775年5月26日，当局对“女公爵”进行了第一次讯问。女皇亲自拟定了需要从“女公爵”那里得到答案的九个问题。讯问是用法语进行的，调查委员会秘书、外交大臣瓦西里·乌沙科夫用俄语写下证词，将证词翻译成法语给“女公爵”看，然后才要求对方签字画押。审讯中，“女公爵”交代，自己的童年是在基尔的一位“佩雷”或“佩龙”女士家中度过的，1762年九岁时和保姆一起被人带到圣彼得堡，本应当前往莫斯科和父母团聚，却被送到了波斯边境的一位老妇人家里，险些被彼得三世的人毒死。次年，和保姆一起逃到巴格达，遇到一位富有的波斯人，并在一年后前往伊斯法罕，在一位名叫“加里”的波斯王公那里接受了法国教师良好的教育，这位王公经常说她是俄国女皇伊丽莎白的女儿。1769年，加里化名“克雷莫夫”前往莫斯科，把“公主”当做自己的女儿带在身边，取道阿斯特拉罕和圣彼得堡，途径德意志和法国，最终抵达伦敦。随后二人因故被迫分开，“公主”回到巴黎，自称“阿里公主”。根据她自己的说法，后来她去了意大利，希望再次与加里取得联系，并拿到保护林堡伯爵所必需的金钱。她前往俄罗斯是为了向政府提供“有关波斯的商业服务”，同时最终要弄清自己是谁，自己的父母是谁，并试图从叶卡捷琳娜二世那里获得姓氏和头衔。她在意大利见到了拉兹维夫，后者废了很大力气说服她一同前往伊斯坦布尔。

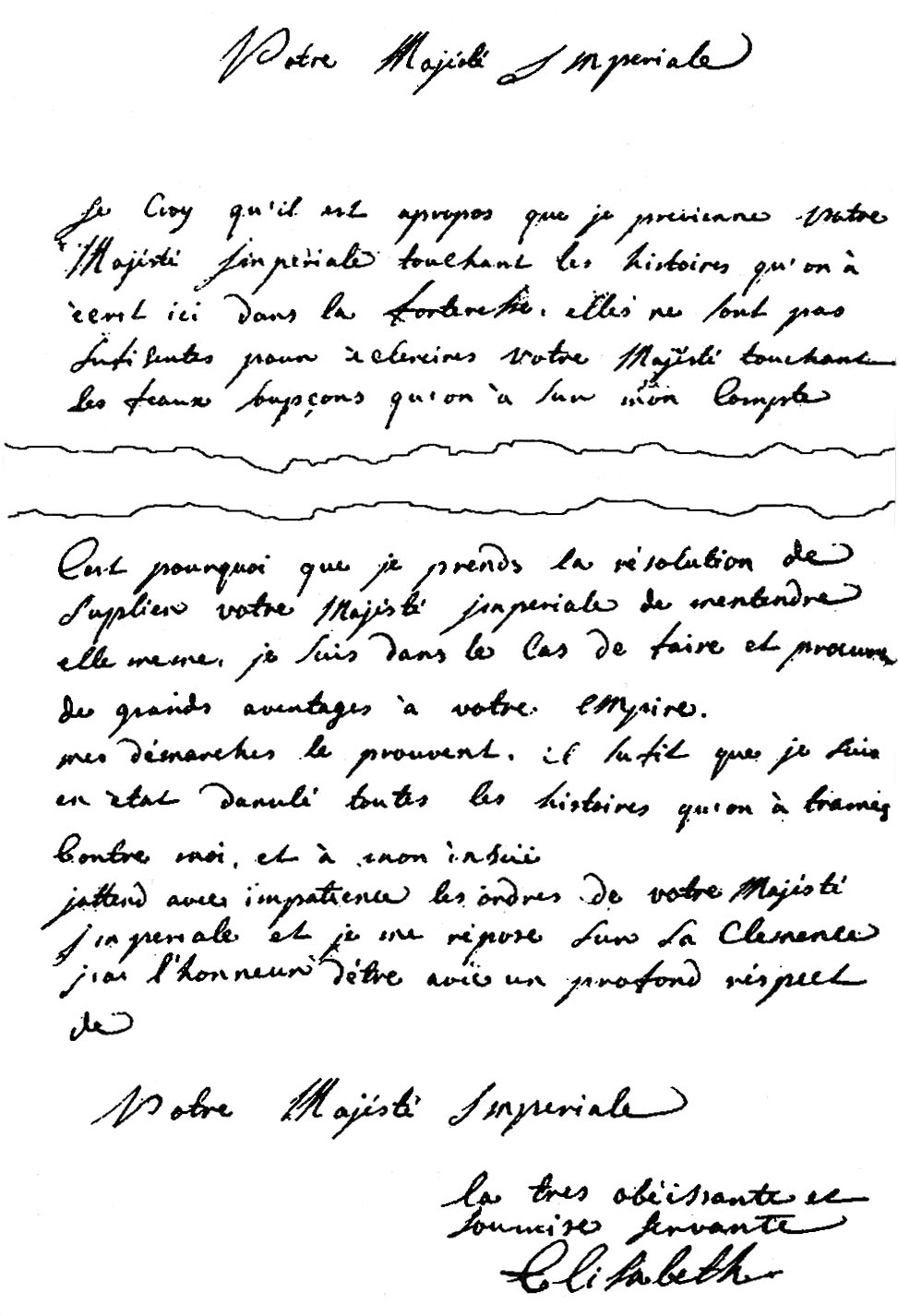
塔拉坎诺娃女公爵在狱中写给叶卡捷琳娜二世的信

为了让犯人供出更多有价值的信息，女皇加紧对“女公爵”的审讯和看管，每天只给她很少而且不新鲜的饭菜。6月29日，戈利岑收到了20个新的问题，这些问题可能也是女皇本人拟定的。这些不是针对被告的问题，而是对她的证词的详细分析。女皇在同一天给戈利岑的信中明确表示，犯人所说的一切都是谎言，她无意与犯人见面，并要求调查人员搞清楚，“这个冒牌货是何时何地开始自称俄罗斯皇室成员的”，“她最初的帮手是谁”。但是，在与同案犯对质的过程中，“女公爵”并不承认曾称自己为俄罗斯公主，都是身边的人这么叫的。同时，她的健康状况明显恶化，戈利岑在报告中说，狱医认为她很快就会死去。“女公爵”在比萨的文件被俄方截获，据她供述，她于1774年7月8日在拉古萨收到了一封匿名包裹，里面有一封让她前往君士坦丁堡的信（这封信似乎救了很多人的命）和一些给土耳其苏丹的文件，还有一封给奥尔洛夫的信。
7月25日，“女公爵”给戈利岑和女皇分别写信，抱怨关押地的条件不好，给出了关于自己出身的新说法，并声称自己是无辜的，请求女皇将其结案释放。她还给戈利岑提供了一些可能对她有所了解的人的名单，但这些可能帮到她的人对俄罗斯当局来说并不可用，因为他们无法证实“女公爵”的出身。同一天，女皇命戈利岑通知“女公爵”，她毫无疑问是一名冒险者，而非皇室贵族，她将依法被囚禁终生，但只要她肯认罪并交代自己的真实身份，接受东正教，她就可以恢复自由，并和恋人多曼斯基（也是同案犯，出身波兰什拉赫塔）结婚；如果不想和多曼斯基结婚，也可以回到林堡。8月6日，“女公爵”请求给她派一位东正教神父，但又拒绝后者为她提供服务，她随后解释道，这是因为她的病让她有时候想不起来说过什么。戈利岑告知“女公爵”，英国公使在信中说她是布拉格一位酒馆老板的女儿。“女公爵”的意志首次出现了动摇，并表示将交代一切问题。数日后，“女公爵”的病情有所好转，她再次给戈利岑写信，但依然没有交代任何新东西，她最终还是拒绝了女皇的建议并拒绝承认自己只是个普通女子。俄罗斯历史学家伊戈尔·库鲁金认为，这是因为她虽然已经不指望能获得皇室身份，但还是难以走出关于自己高贵出身的光环，这样的出身可以给她社会地位。在随后与戈利岑的见面中，她又提到自己“可能出生在切尔克西亚”，并否认自己去过布拉格，更不是布拉格酒馆老板的女儿。
1775年12月4日，“女公爵”死于肺结核。圣母降生教堂的牧师彼得·安德列耶夫于11月30日和12月1日曾两次与“女公爵”见面，她在临终告解中依然没有认罪。她被埋葬在要塞的院子里，没有举行任何仪式。1776年1月13日，“女公爵”所有的随行人员都被释放，并拿到了数额不等的路费，其中她的女管家拿走了主人的一部分私人物品。所有人被分批经利沃尼亚秘密送出国境。

## 后世研究

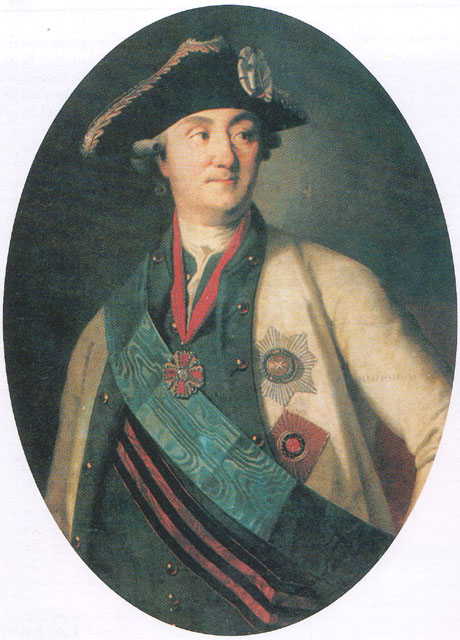
阿列克谢·奥尔洛夫

最早的关于“塔拉坎诺娃女公爵”的出版物是奥古斯丁·戈利岑于1863年在德意志帝国莱比锡出版的一本名为《假冒的塔拉坎诺娃女公爵》的小册子，书中引用了“女公爵”在罗马期间的书信，以及伪造的伊丽莎白女皇遗嘱，资料取自波兰王国意大利事务部的存档。1867年，俄国司法部长维克多·帕宁（尼基塔·帕宁的侄孙，阿列克谢·奥尔洛夫的侄外孙）在得到亚历山大二世批准（或者是直接指示）的情况下在《俄罗斯历史协会文集》中介绍了“女公爵”事件，并引用了大量的原始资料。同年，该书的德文版出版，并补充了一些资料。随后，俄国外交部圣彼得堡国家档案馆馆长康斯坦丁·兹洛宾以帕宁的作品为基础，创作了新的作品，加入了大量原始材料，包括“女公爵”供词的俄文翻译稿（原文已佚）、戈利岑给女皇的报告、奥尔洛夫给女皇的报告、关于“女公爵”死亡和下葬情况的汇报、“女公爵”没收物品清单等。除了上述作品以外，这一时期还出版了很多类似作品，所有这些作品都不属于历史研究，而是官方文献的概览，它们都否定“女公爵”与皇室的亲属关系，并对叶卡捷琳娜二世的所作所为进行了阐述，但都没有涉及“女公爵”的早年经历和她与巴尔联盟成员的关系。
1906年，利沃夫大学教授、历史学家厄内斯特·鲁宁斯基发表了首部关于“女公爵”的学术专著《塔拉坎诺娃女公爵》。作品得到了俄国国家档案馆的帮助，以附录的形式引用了机要办公厅的大量文件。1998年的复刻本则在附录中加入了“女公爵”本人及其随行人员在被捕时没收的文件。鲁宁斯基认为，“女公爵”的冒险行为与政治斗争并无关系，如果不是因为普加乔夫起义和奥尔洛夫果断对“女公爵”采取行动的话，她可能很快就会被世人遗忘。“女公爵”的真正才华在于她的识人之明和让当权者为其所用的本领，但这一切都建立在谎言和平庸的基础上，并没有任何思想可言。
俄罗斯科学院斯拉夫与巴尔干研究所所长、波兰史专家弗拉基米尔·迪亚科夫认为，无论“女公爵”的故事有多么离奇，相关史料都明确指出她和俄国皇室没有任何关系，没有任何证据表明当时的宫廷史官刻意隐瞒或伪造了有关材料。他还指出，有关“女公爵”早年经历的传闻可信度不高，但通过查阅俄罗斯国家古籍档案馆的资料和西欧1770—1771年的出版物可以确定“女公爵”在巴黎出现之前都做过什么。
2011年，俄罗斯国立人文大学教授、历史学家伊戈尔·库鲁金创作的《优秀人物生平》传记系列丛书之《塔拉坎诺娃女公爵》出版发行。

## 关于伊丽莎白女皇和拉祖莫夫斯基

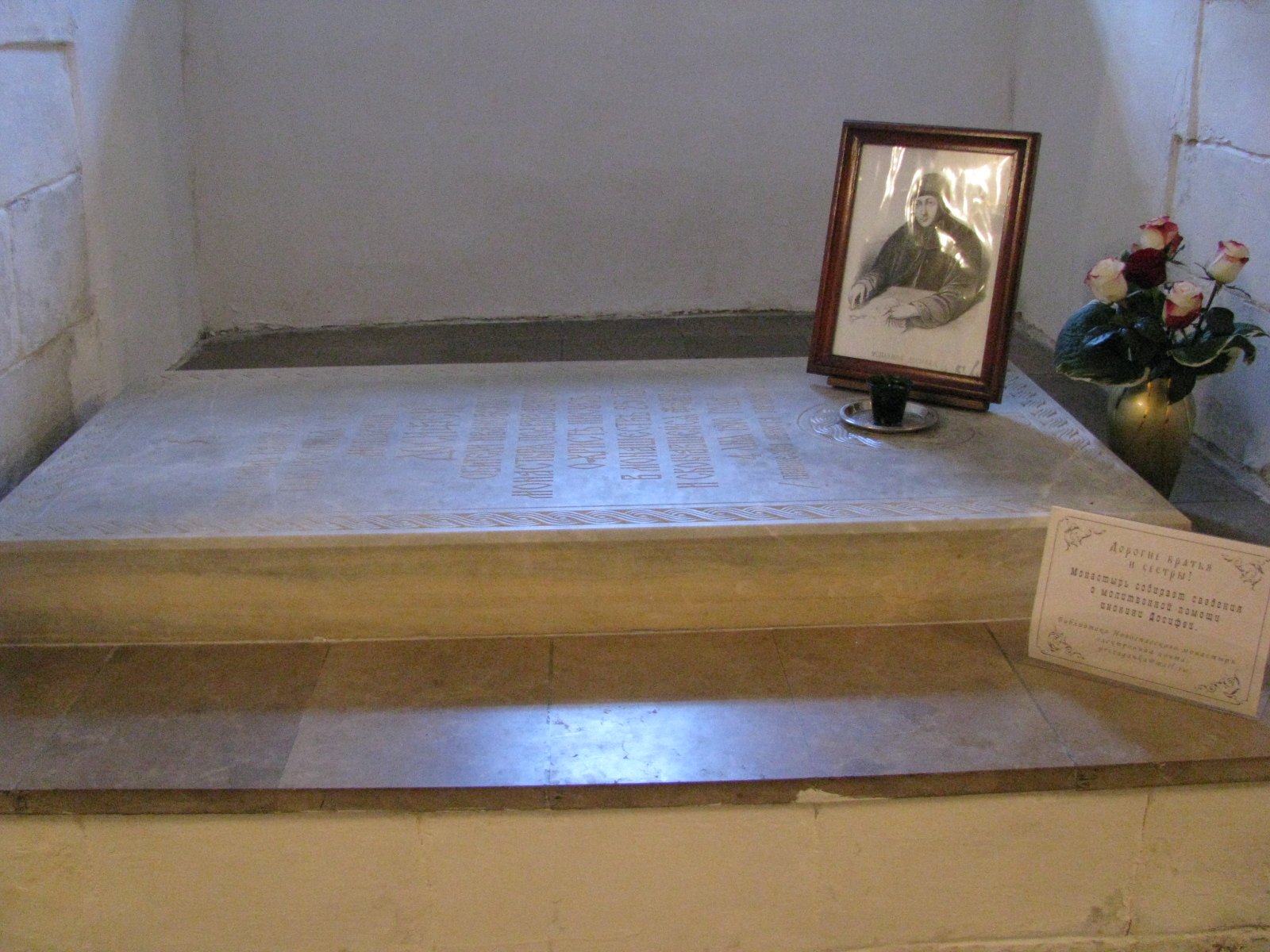
多西费娅修女之墓，墓碑上的文字是：“这块石头下面长眠的是已故的信奉主的多西费娅修女，她住在伊凡修道院，出家侍奉耶稣基督已有二十年，1810年2月4日逝世，享年六十四岁。主啊，让她住进您永远的居所吧！”

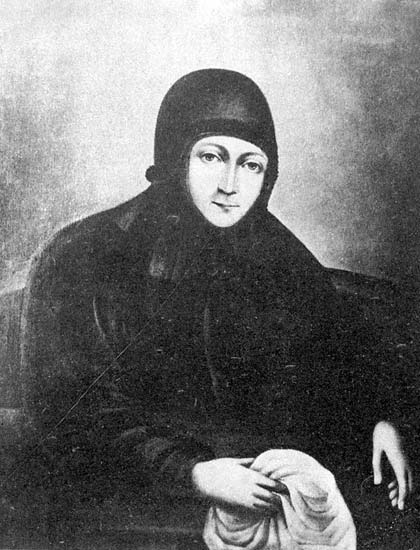
多西费娅修女画像，背面有“奥古斯塔·塔拉坎诺娃公主，出家名多西费娅”字样

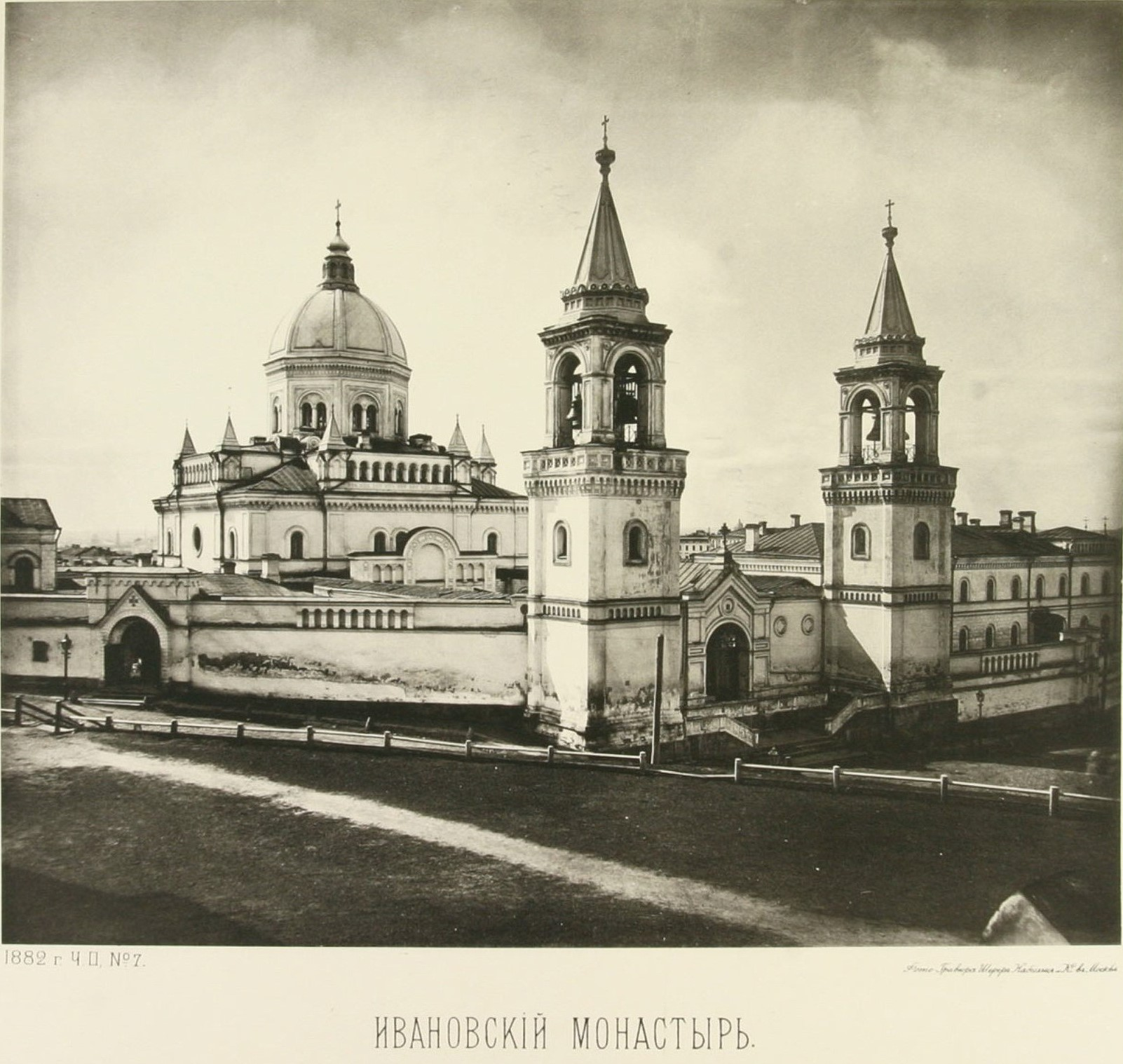
莫斯科施洗者约翰修道院，拍摄于1880年代

18世纪就有传闻称，伊丽莎白·彼得罗夫娜女皇与阿列克谢·拉祖莫夫斯基伯爵已于1742年在莫斯科近郊的一处皇家庄园秘密举行了教堂婚礼。让-亨利·卡斯特拉在《俄罗斯女皇叶卡捷琳娜二世的一生》一书中提到，伊丽莎白为丈夫生了两个儿子和一个女儿，其中一个儿子于1800年去世，另一个则因化学实验事故英年早逝，女儿伊丽莎白·塔拉坎诺娃（Елизавета Тараканова，后来的塔拉坎诺娃女公爵）出生于1755年，是三个孩子中最小的一个。曾任萨克森选侯国驻俄罗斯公使馆秘书的阿道夫·冯·赫尔比格提到过另一种传闻，伊丽莎白女皇有一儿一女，儿子后来冠以拉祖莫夫斯基妹夫的姓氏扎克列夫斯基（Закревский），女儿便是塔拉坎诺娃女公爵，1753年出生，但她的生父不是拉祖莫夫斯基，而是女皇的另一个情夫，时任宫廷近侍伊万·舒瓦洛夫。
19世纪俄国国务大臣德米特里·布鲁多夫伯爵则认为，伊丽莎白女皇与拉祖莫夫斯基生育一儿一女。其中儿子在佩列斯拉夫尔-扎列斯基的一座修道院度过了一生；女儿名叫奥古斯塔·塔拉坎诺娃（Августа Тараканова），她的父名可能是“马特维耶夫娜”或“季莫菲耶夫娜”（一般认为都是杜撰的，并不代表生父的名字就是“马特维”或“季莫菲”）。可以肯定的是，奥古斯塔·塔拉坎诺娃确有其人，她1785年在经常收留知名人士遗孀或遗孤的莫斯科施洗者约翰修道院出家做了修女，改名“多西费娅”（Досифея），她曾长期处在一个几乎与世隔绝的环境中，住在修道院东侧的一座平房内，住所包括两个不大的房间和一个前厅，隔壁就是院长伊丽莎白修女的房间。她从不参加公众活动，包括和其他修女一起用餐，平时主要在自己的房间里阅读宗教书籍，但有一张很考究的餐桌，敬拜也是在教堂塔楼里的一个秘密房间内进行，修道院经常收到来自国库的大额汇款，收款人都是多西费娅修女。只有院长、神父、教堂服务人员和一位名叫舍佩列夫的贩卖茶叶和白糖的商人可以见到她。1792年叶卡捷琳娜二世去世后，对她的看管才逐渐放宽，根据儿时在修道院做过义工的历史学家伊万·斯涅吉廖夫回忆，莫斯科都主教和一些皇室成员经常去看望她，并用某种外语交谈，但没有人知道她与皇室的真实关系。她于1810年在修道院去世，临终时烧掉了一些文件，包括一幅伊丽莎白女皇的画像。她被埋葬于莫斯科近郊的救世主新修道院，莫斯科众多宗教界和政界要人出席了葬礼，其中包括拉祖莫夫斯基的侄女婿，时任莫斯科总督伊万·古多维奇元帅。古多维奇的夫人普拉斯科菲娅的父亲是拉祖莫夫斯基的弟弟，扎波罗热哥萨克盖特曼基里尔·拉祖莫夫斯基，也就是说，如果奥古斯塔确实是拉祖莫夫斯基的女儿的话，普拉斯科菲娅就是她的堂姐妹。鉴于以上种种，有说法认为，多西费娅就是塔拉坎诺娃女公爵，叶卡捷琳娜女皇对外宣布她已病死在地牢中，但暗地里逼迫她出家做修女，并严禁她公开露面，让她从此消失。多西费娅的坟墓后来曾被打开，里面埋葬的是一位因童年创伤而严重驼背的修女，她长着一张圆脸，模样普通。但也有人认为里面并不是多西费娅的遗体，因为墓地曾在拿破仑入侵俄罗斯时被破坏，里面的遗体也曾被偷梁换柱。由于遗体保存状态十分不好，因此很难得出准确结论，可以终结一切争论的基因检测也没有进行。
19世纪俄国历史学家亚历山大·瓦西里奇科夫提出了另一种说法，他认为，“塔拉坎诺娃”实际上是拉祖莫夫斯基另一个妹夫的姓氏“达拉冈”（羅馬化：Daragan）的谐音。拉祖莫夫斯基曾在瑞士照看几个妹妹的孩子，所以当西欧出现有关俄国女皇和拉祖莫夫斯基的女儿的传言时，以德语为母语的人就将“达拉冈”讹传成了“塔拉坎诺娃”。

## 艺术形象
叶卡捷琳娜二世和她的政府严密封锁有关“女公爵”的一切消息，但这只能增加坊间和欧洲各国关于其身世和遭遇的猜测，她的故事也成了后世文学和艺术创作的重要素材。
- 1864年，俄罗斯著名画家康斯坦丁·弗拉维茨基（俄语：Флавицкий, Константин Дмитриевич）创作了其最负盛名的代表作《塔拉坎诺娃女公爵（俄语：Княжна Тараканова (картина)）》，这幅油画是基于民间关于塔拉坎诺娃女公爵遭遇的传闻而创作。作品事实上尚未完成，但已足够完整，描绘了女公爵在彼得保罗要塞的地牢里灌入了大量洪水，只得爬上破旧的小床暂时躲避的场景。尽管画中女公爵绝望的神情被刻画得十分生动，被洪水逼到床上的老鼠也是活灵活现，但画作并不符合史实：历史上涅瓦河洪水发生在女公爵去世两年后的1777年9月21日。该作品现珍藏于莫斯科特列季亚科夫画廊[27]。
- 1910年俄罗斯无声电影《塔拉坎诺娃女公爵（俄语：Княжна Тараканова (картина)）》改编自俄罗斯剧作家伊波利特·施帕仁斯基（俄语：Шпажинский, Ипполит Васильевич）的同名剧本，电影的最后一幕复刻了同名油画的场景，片长18分钟，塔拉坎诺娃女公爵由俄罗斯演员米库林娜扮演[28]。
- 1930年由法国导演雷蒙·伯纳（英语：Raymond Bernard）执导的电影《塔拉坎诺娃（英语：Tarakanova (film)）》，塔拉坎诺娃女公爵由法国演员伊迪斯·杰汉恩（英语：Édith Jéhanne）扮演[29]。
- 1938年由意大利导演雅克布·柯敏（英语：Jacopo Comin）与美国导演西德尼·萨尔科夫（英语：Sidney Salkow）执导的电影《女皇的对手（英语：The Rival of the Empress）》讲述了阿列克谢·奥尔洛夫奉女皇之命赴意大利逮捕塔拉坎诺娃女公爵，并与后者坠入情网的故事，片中塔拉坎诺娃女公爵由意大利演员瓦伦蒂娜·科尔特泽（英语：Valentina Cortese）扮演[30]。
- 1938年由法国和意大利合拍，俄裔美籍导演费多尔·奥采普（俄语：Оцеп, Фёдор Александрович）与意大利导演马里奥·索尔达提（英语：Mario Soldati）执导的电影《塔拉坎诺娃公主（英语：Princess Tarakanova (1938 film)）》，片中塔拉坎诺娃女公爵由法国演员安妮·威尔耐（英语：Annie Vernay）扮演[31]。
- 1950年由意大利与英国合拍，美国导演西德尼·萨尔科夫（英语：Sidney Salkow）执导的电影《鹰之影（英语：Shadow of the Eagle (1950 film)）》，剧情与《女皇的对手（英语：The Rival of the Empress）》大致相同，塔拉坎诺娃女公爵同样由瓦伦蒂娜·科尔特泽（英语：Valentina Cortese）扮演[32]。
- 1990年苏联、捷克斯洛伐克与意大利合拍，苏联导演维塔利·梅尔尼科夫（俄语：Мельников, Виталий Вячеславович）执导的电影《皇家狩猎（俄语：Царская охота）》，改编自苏联作家列昂尼德·佐林（俄语：Зорин, Леонид Генрихович）的同名剧本，片中塔拉坎诺娃女公爵由苏联演员安娜·萨莫辛娜（俄语：Самохина, Анна Владленовна）饰演，该片荣获1991年苏联电影艺术学院尼卡奖（俄语：Ника (кинопремия)）最佳配角奖（俄语：Премия «Ника» за лучшую роль второго плана）（斯维特兰娜·克留奇科娃（俄语：Крючкова, Светлана Николаевна）饰叶卡捷琳娜二世）和最佳服装师奖（俄语：Премия «Ника» за лучшую работу художника по костюмам）（拉丽萨·柯尼科娃）[33]。
- 音乐剧《蓝色贝壳》，2009年12月首演于巴什科尔斯坦俄罗斯模范剧院（俄语：Русский академический театр драмы Башкортостана），大结局改为塔拉坎诺娃获释并嫁给了奥尔洛夫[34]。
- 音乐剧《奥尔洛夫伯爵（俄语：Граф Орлов (мюзикл)）》，2012年10月6日首演于莫斯科轻歌剧院（俄语：Московский театр оперетты）[35]。
- 2019年俄罗斯-1频道播出的俄罗斯历史题材电视剧《叶卡捷琳娜第三季：冒充者》（俄语：Екатерина. Самозванцы）中出现了两名自称是俄国皇室成员的角色：自称彼得三世的叶梅利扬·普加乔夫和自称伊丽莎白女皇之女的塔拉坎诺娃女公爵，剧情与史实略有差异（如：剧中女皇一直称女冒充者为“塔拉坎诺娃”，而这个称呼当时并未出现；最后一集中“女公爵”在牢房里生下了奥尔洛夫的孩子，这一点也纯属杜撰），其中塔拉坎诺娃女公爵由俄罗斯青年演员安吉丽娜·斯特列琴娜扮演[36]。